# Singapore Airlines

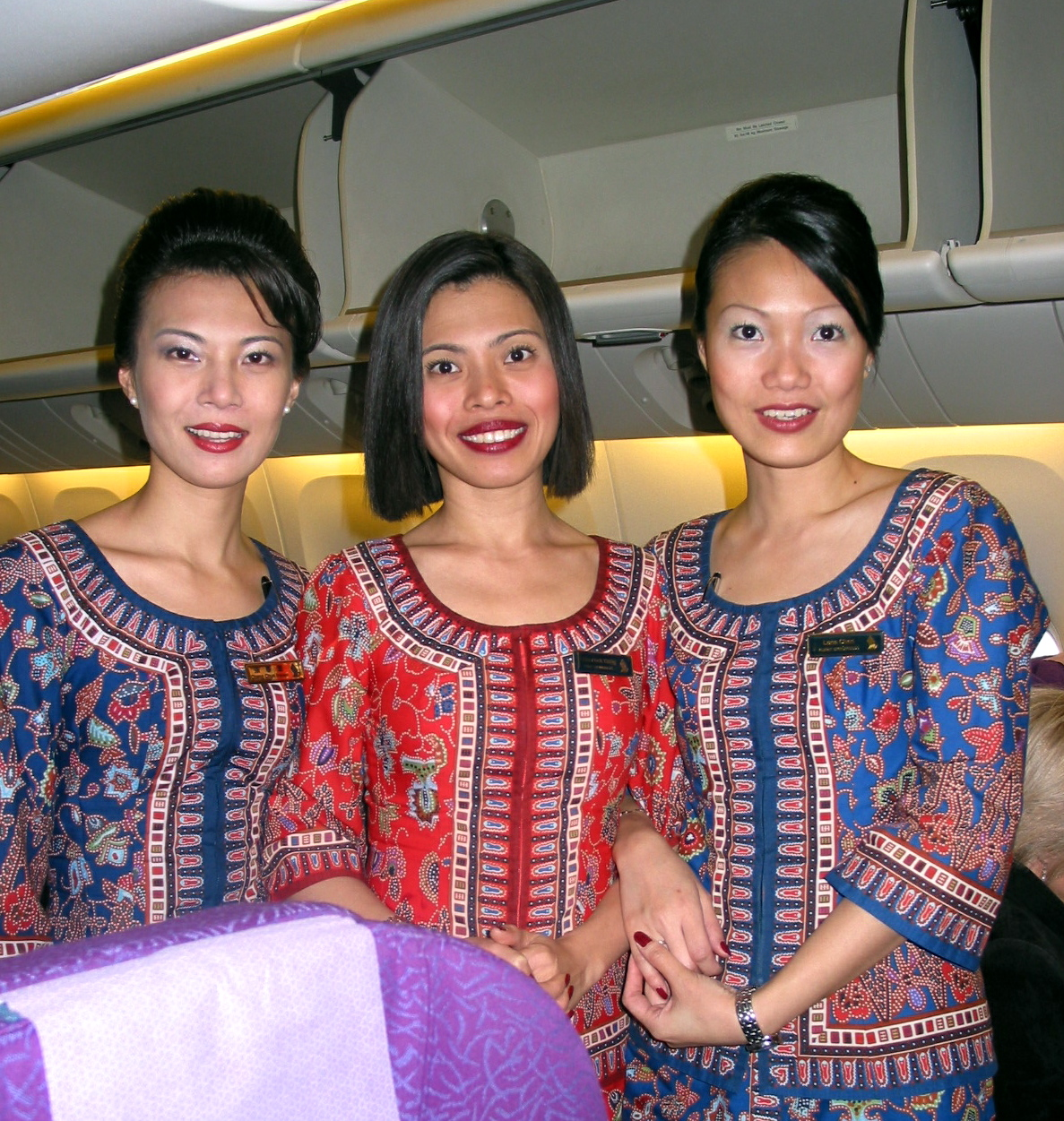
Stewardesy Singapore Airlines w sarongach zaprojektowanych przez Pierre’a Balmaina. Kolory oznaczają: niebieski-stewardesa, zielony-kierownik zespołu, czerwony-szef pokładu, ciemnoczerowny-inspektor lotu

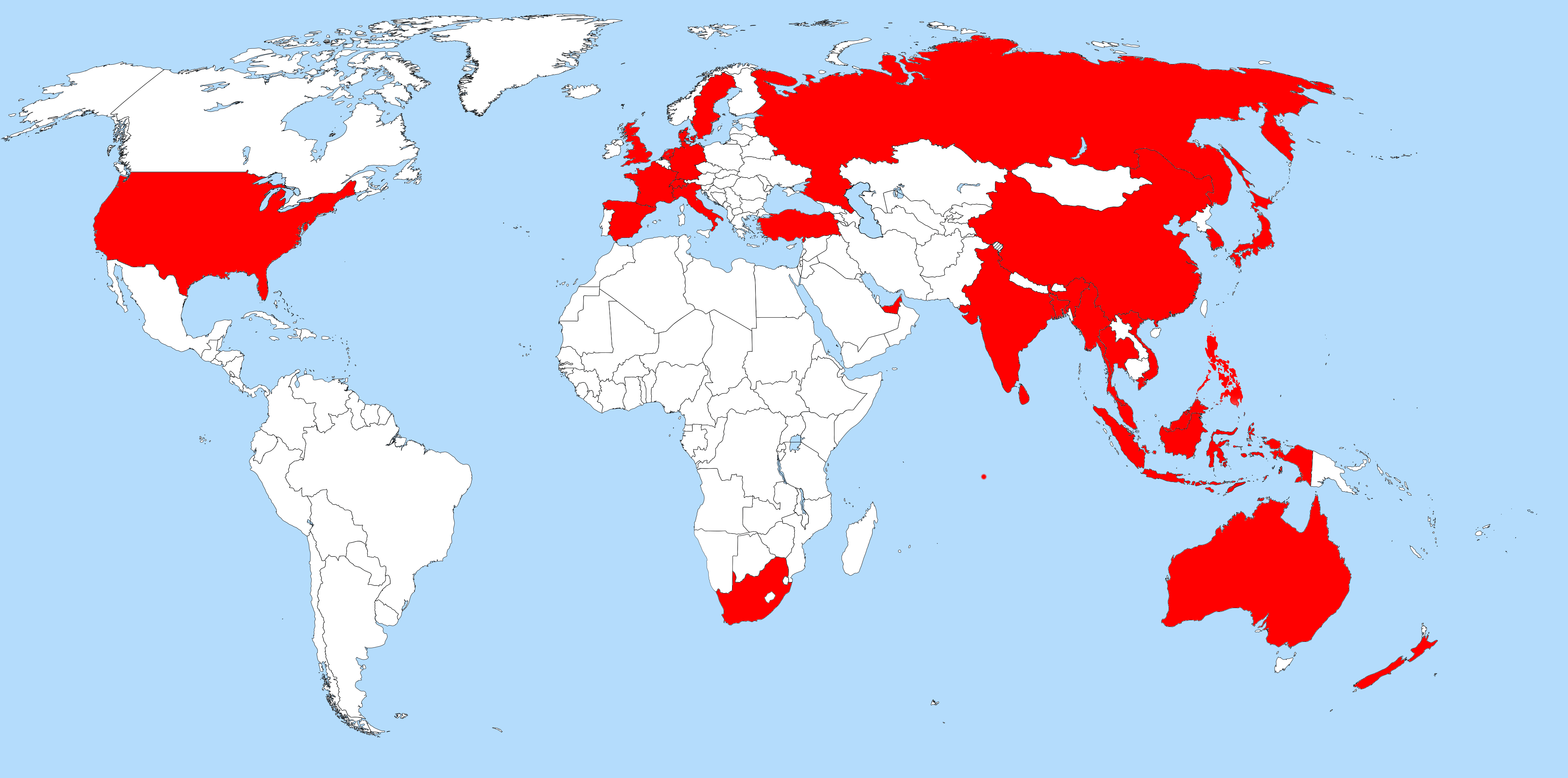
Mapa połączeń

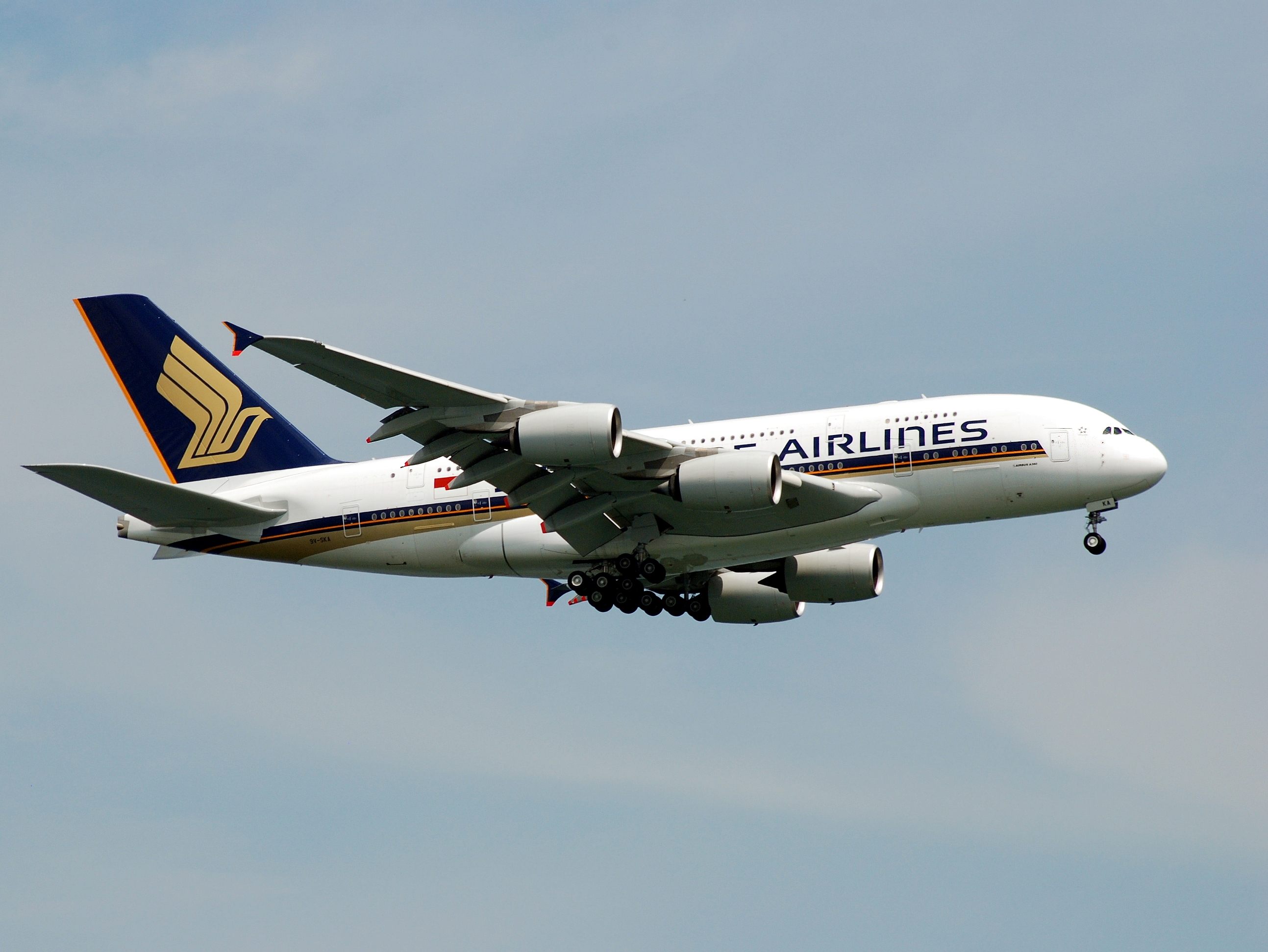
SIA Airbus A380

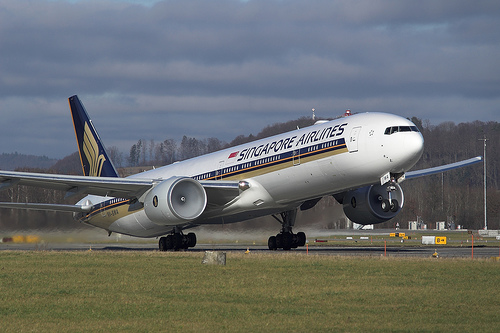
SIA Boeing 777-300ER

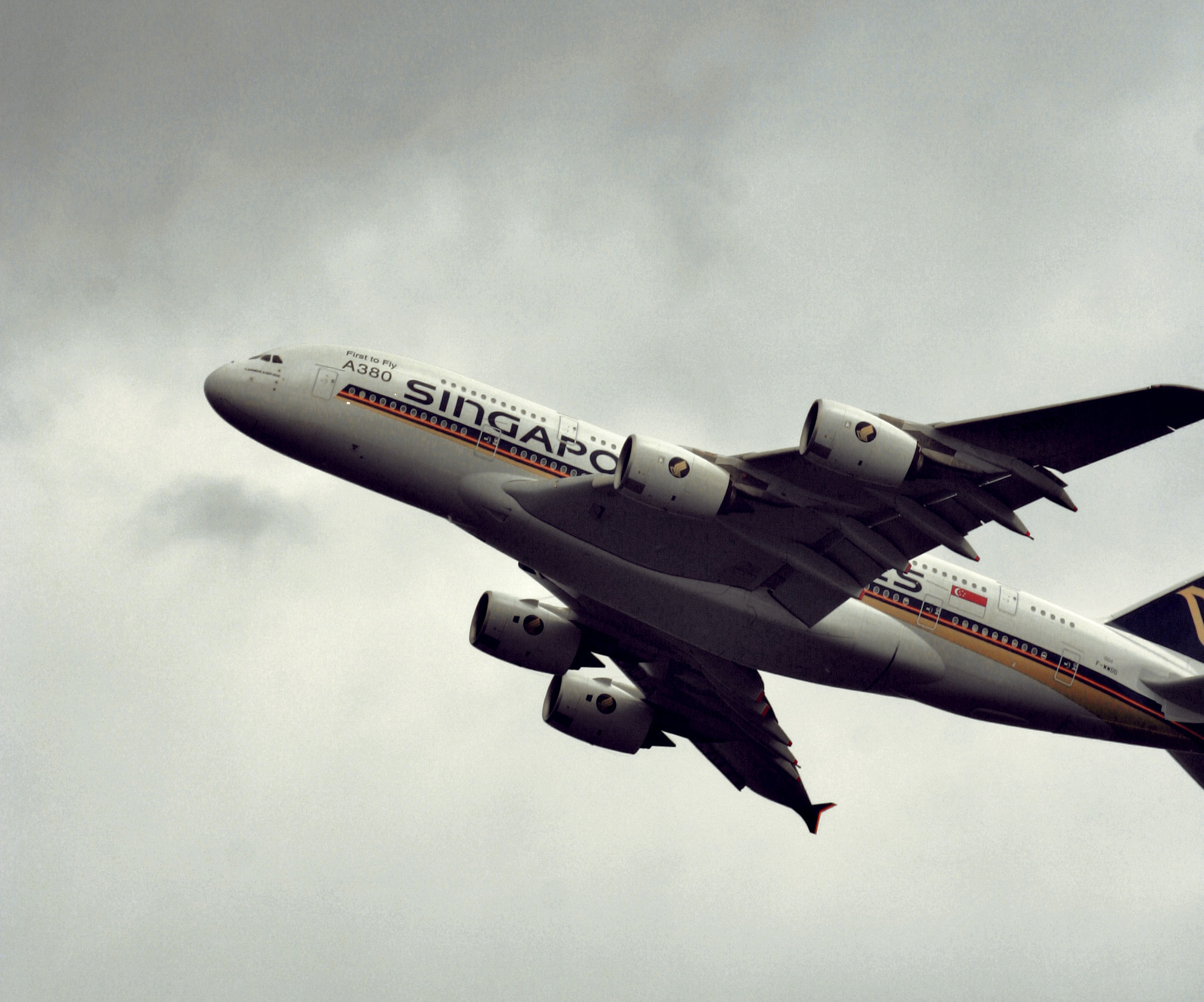
SIA Airbus A380 (9V-SKA)

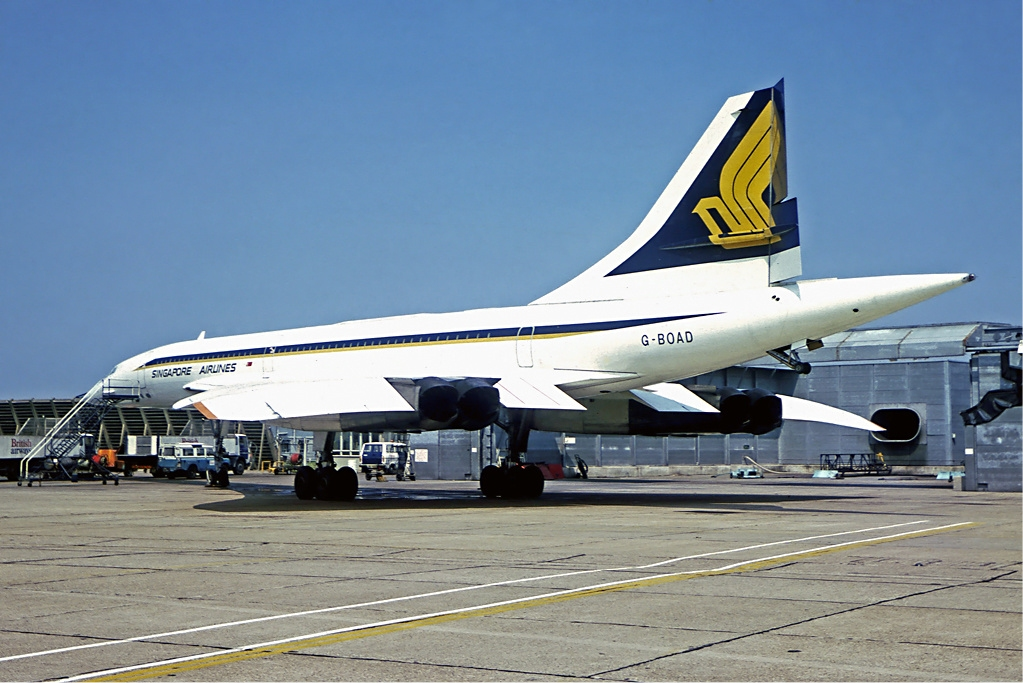
Concorde (G-BOAD) z malowaniem Singapore Airlines (po jednej stronie kadłuba) na lotnisku Londyn-Heathrow w 1980

Singapore Airlines, SIA – singapurskie linie lotnicze, wchodzące w skład holdingu Singapore Airlines Group. Głównym centrum przesiadkowym jest singapurski Port lotniczy Changi.
Według stanu na luty 2025 Singapore Airlines realizowały regularne połączenia do ponad 120 portów lotniczych w 32 krajach Azji, Europy, Oceanii oraz do Stanów Zjednoczonych i RPA.  
Od 1 kwietnia 2000 przewoźnik należy do największego sojuszu linii lotniczych na świecie – Star Alliance.

## Historia

### 1940–1970
Historia Singapurskich linii lotniczych sięga 1947. W tym roku 1 maja rozpoczęły działalność pod nazwą Malayan Airways Limited (MAL), uruchamiając połączenia do Kuala Lumpur. W latach 40. flota składała się głównie z maszyn Douglas DC-3, a siatka połączeń została poszerzona między innymi o Bangkok, Dżakartę, czy Sajgon.
W latach 50. przewoźnik poszerzył flotę o cztery nowe Douglas DC-3 i zainaugurował loty do Brunei. W trakcie lotów zaczęto oferować bezpłatne napoje oraz przekąski.
16 września 1963 powstała Federacja Malezji, w związku z czym nazwa przewoźnika została zmieniona na Malaysian Airways Limited. W maju 1966 nazwa ponownie została zmieniona na Malaysia-Singapore Airlines. W latach 60. do floty dołączyły pierwsze maszyny amerykańskiego producenta Boeing (B707 oraz B737) oraz wprowadzono charakterystyczne uniformy personelu pokładowego, zaprojektowane przez francuskiego projektanta mody Pierre’a Balmaina.

### 1971–1999
W 1971 uruchomiono pierwsze połączenie międzykontynentalne łącząc Singapur z Londynem. W kwietniu tego samego roku, w związku z zamiarem rządu Federacji Malezji utworzenia własnego, narodowego przewoźnika dla obsługi krajowych i międzynarodowych połączeń lotniczych do Malezji, rząd Singapuru postanowił wycofać swoje udziały z konsorcjum MSA i utworzyć własne, państwowe linie lotnicze.
30 czerwca 1972 powołano do działalności Singapore Airlines – SIA, o statusie narodowej linii lotniczej Singapuru.
W tym okresie nastąpił gwałtowny rozwój nowego towarzystwa lotniczego na dwóch płaszczyznach – handlowej i operacyjnej. Sieć połączeń lotniczych linii SIA została wzbogacona o trasy do krajów Zatoki Perskiej, na subkontynent indyjski i Daleki Wschód, a ponadto międzykontynentalne do Australii i Europy. Większość tras obsługiwały odrzutowe samoloty dalekiego zasięgu typu Boeing 707 oraz średniego zasięgu typu Boeing 737.
W lipcu 1972 na lotnisku w Singapurze wylądował pierwszy, szerokokadłubowy samolot dalekiego zasięgu produkcji amerykańskiej typu Boeing 747 w barwach linii SIA, które były jego pierwszym użytkownikiem wśród przewoźników z Azji Południowo-Wschodniej.
W latach 1977–80 linie SIA wspólnie z British Airways eksploatowały trasę Singapur – Bahrajn – Londyn  ponaddźwiękowymi samolotami typu Concorde, a jeden egzemplarz tych maszyn był pomalowany w barwach przewoźnika singapurskiego.
W czerwcu 1981 otwarto nowy port lotniczy Singapur-Changi, który stał się dla Singapore Airlines główną bazą macierzystą.
W latach 80. linie systematycznie rozbudowywały swoją flotę, poprzez zakup samolotów typu Airbus A300, Airbus A310-200, Boeing 747-300, Boeing 747-400 oraz Boeing 757.
Od 1989 przewoźnik singapurski na pokładach swoich międzykontynentalnych samolotów prowadzi usługę KrisFone, umożliwiającą z korzystania z telefonu w czasie lotu.
W latach 90. wnętrza całej floty przeszły gruntowną przebudowę, wprowadzając system rozrywki pokładowej we wszystkich klasach. W 1999 przewoźnik uruchomił swój program lojalnościowy KrisFlyer, umożliwiając zbieranie mil i wymienianie ich na nagrody, w tym darmowe bilety lotnicze.

### 2000–2010
W kwietniu 2000 przewoźnik wstąpił do Star Alliance, największego sojuszu linii lotniczych na świecie.
W 2003 flota poszerzyła się o maszyny typu Airbus A340-500.
W 2006 rozpoczęto przebudowę kabin klas biznesowej i pierwszej, wprowadzając całkowicie rozkładane, szerokie fotele.
15 października 2007 linie, jako pierwszy przewoźnik lotniczy na świecie wprowadziły do swojej floty samolot typu Airbus A380 – największy samolot pasażerski świata. 25 października odbył się inauguracyjny lot na trasie z Singapuru do Sydney.

### 2011-2025
W 2015 Singapore Airlines wprowadził do swojej oferty klasę Premium Economy oraz odświeżył wnętrza pozostałych klas.
2 marca 2016 w Tuluzie Singapore Airlines odebrały pierwszy egzemplarz samolotu typu Airbus A350-900XBW w konfiguracji 3. klasowej.
W maju 2017 przewoźnik ogłosił zamiar reintegracji Singapore Airlines Cargo z główną linią w pierwszej połowie 2018. 1 kwietnia 2018 flota siedmiu Boeingów 747-400F przeszła do Singapore Airlines.
11 października 2018 przewoźnik singapurski wznowił regularne i bezpośrednie rejsy na najdłuższej, komercyjnej trasie na świecie z Singapuru do Newark. Rejsy są wykonywane codziennie samolotami typu Airbus A350-900ULR (Ultra Long Range/najdłuższego zasięgu) – zamówionym do tej pory wyłącznie przez linie Singapore Airlines w liczbie 7. egzemplarzy. Przelot na dystansie 16 700 km trwa 19 godzin, a na pokładach samolotów jest jedynie 161 miejsc, wyłącznie w konfiguracji 2. klasowej: Business (67 miejsc w układzie 1-2-1) oraz Premium Economy (94 miejsca w układzie 2-4-2) – nie ma klasy ekonomicznej.
18 maja 2018, Singapore Airlines, będąc głównym udziałowcem, ogłosiły, że od 2020 będą stopniowo przejmować trasy i połączenia oraz samoloty dotychczas eksploatowane przez singapurskie regionalne linie lotnicze SilkAir. 28 stycznia 2021 proces integracyjny z macierzystą linią Singapore Airlines został zakończony i SilkAir zaprzestały działalności.

## Serwis
Na większości tras międzykontynentalnych linie oferują 4 klasy podrózy: First Class, Business Class, Premium Economy Class oraz Economy Class. W dwupokładowych samolotach typu Airbus A380 produkt Pierwszej Klasy jest oferowany pod nazwą Singapore Airlines Suites, gdzie każdy pasażer tej klasy ma do swojej dyspozycji własny, luksusowy pokój-sypialnię.
Niemal na wszystkich trasach (oprócz lotów do Ameryki Północnej) Singapurskie Linie Lotnicze stosują system wagowy dla bagażu rejestrowanego z jednymi z większych na świecie limitami bagażowymi dla klas: Ekonomicznej – 25–30 kg, Premium Economy – 35 kg, Business – 40 kg oraz First Class – 50 kg.
Karta dań serwowanych w czasie lotów została opracowana przez 8. światowej sławy szefów kuchni, a lista win została wyselekcjonowana przez renomowanych sommelierów. Pasażerowie First Class, Business Class oraz Premium Economy Class mogą z wyprzedzeniem sami ustalić swoje menu na czas podróży liniami Singapore Airlines.
Pasażerowie linii SIA w czasie lotu mogą korzystać z oferty multimediów, dzięki systemowi rozrywki pokładowej KrisWorld z 1000. programów audio i wideo z ofertą filmów, przekazów najbardziej znanych stacji telewizyjnych, muzyki rozrywkowej i klasycznej oraz gier komputerowych.

## Powiązania
Singapore Airlines posiada udziały w dwóch liniach lotniczych. Są to kontrolowane w 100% tanie singapurskie linie lotnicze Scoot założone w 2012 oraz od 2024 Air India, których 25,1% udziałów trafiło do SIA po porozumieniu zawartym z TATA Group w sprawie przejęcia Vistara, której 49% kontrolował singapurski przewoźnik.

## Linie partnerskie
Linie Singapore Airlines oferują swoim pasażerom połączenia lotnicze w formule codeshare z poniższymi liniami lotniczymi:
| - Aegean Airlines - Air Canada - Air China - Air France - Air India - Air Mauritius - Air New Zealand - Air Timor - Alaska Airlines | - All Nippon Airways - Asiana Airlines - Avianca - Brussels Airlines - Croatia Airlines - EgyptAir - Eurowings - Ethiopian Airlines - EVA Air | - Fiji Airways - Garuda Indonesia - JetBlue - LOT - Lufthansa - Malaysia Airlines - Royal Brunei Airlines - SAS - Scoot | - Shenzhen Airlines - South African Airways - SriLankan Airlines - SWISS - TAP Air Portugal - Turkish Airlines - United Airlines - Virgin Atlantic Airways - Virgin Australia |

## Flota
Według stanu na kwiecień 2025 flota Singapore Airlines składała się ze 157 samolotów, w tym 12 przeznaczonych wyłącznie do transportu cargo, o średnim wieku 8,1 lat:
| Samolot                  | Samolot | Samolot   | Liczba miejsc | Liczba miejsc | Liczba miejsc | Liczba miejsc | Liczba miejsc | Uwagi                          |
| Model                    | Aktywne | Zamówione | F             | B             | P             | E             | Łącznie       | Uwagi                          |
| ------------------------ | ------- | --------- | ------------- | ------------- | ------------- | ------------- | ------------- | ------------------------------ |
| Airbus A350-900          | 65      | -         | -             | 67            | 94            | -             | 161           |                                |
| Airbus A350-900          | 65      | -         | -             | 42            | 24            | 187           | 253           |                                |
| Airbus A350-900          | 65      | -         | -             | 40            | -             | 263           | 303           |                                |
| Airbus A380-800          | 12      | -         | 6             | 78            | 44            | 343           | 471           |                                |
| Boeing 737-800           | 4       | -         | -             | 12            | -             | 150           | 162           |                                |
| Boeing 737 MAX 8         | 16      | 1         | -             | 10            | -             | 144           | 154           |                                |
| Boeing 777-300ER         | 22      | -         | 4             | 48            | 28            | 184           | 264           |                                |
| Boeing 777-9             | -       | 5         |               |               |               |               |               | Planowane dostarczenie po 2026 |
| Boeing 787-10 Dreamliner | 26      | 2         | -             | 36            | -             | 301           | 337           |                                |
| Singapore Airlines Cargo |         |           |               |               |               |               |               |                                |
| Boeing 747-400F          | 7       | -         |               |               |               |               |               | Konfiguracja cargo             |
| Boeing 777F              | 5       | -         |               |               |               |               |               | Konfiguracja cargo             |
| Łącznie                  | 157     | 8         |               |               |               |               |               |                                |

## Wyróżnienia i nagrody
W 2018 Singapore Airlines zostały uznane za Najlepsze Linie Lotnicze Świata – World´s Best Airline 2018 – w plebiscycie-rankingu Skytrax World Airline Awards. Przewoźnik singapurski otrzymał prestiżowe nagrody za zajęcie I miejsca również w 3. innych kategoriach: Najlepsza Pierwsza Klasa, Najlepsza linia lotnicza w Azji oraz Najlepszy sposób podróżowania w Pierwszej Klasie.
W 2019 Singapore Airlines zostało uznane za Najlepsze Linie Lotnicze Świata – World´s Best Airline in the World 2019 – w plebiscycie-rankingu pasażerów TripAdvisor.
We wrześniu 2021 w światowym plebiscycie-rankingu Skytrax World Airline Awards 2021 linie SIA otrzymały prestiżowe nagrody za zajęcie I miejsca w 5. kategoriach:
Najlepszy personel pokładowy (World’s Best Airline Cabin Staff), Najlepsza linia lotnicza w Azji (Best Airline in Asia), Najlepsza Pierwsza Klasa (World’s Best First Class), Najlepszy sposób podróżowania w Pierwszej Klasie (World’s Best First Class Seat), Najlepsze posiłki w Klasie ekonomicznej (Best Economy Class Onboard Catering).